# Ашвін Вільдебур
Ашвін Вільдебур (ісп. Aschwin Wildeboer, 14 лютого 1986) — іспанський плавець.
Учасник Олімпійських Ігор 2004, 2008, 2012 років.
Призер Чемпіонату світу з водних видів спорту 2009 року.
Призер Чемпіонату світу з плавання на короткій воді 2010 року.
Чемпіон Європи з плавання на короткій воді 2008, 2011 років, призер 2007, 2009 років.